# Равенських Борис Іванович
Равенських Борис Іванович (27 червня 1914 — 10 січня 1980) — радянський театральний режисер, народний артист СРСР, лауреат Сталінської премії (1951), Державної премії СРСР (1972).

## Життєпис
Народився в Петербурзі. На початку 1930-х років працював у Ленінградському ТРАМЕ під керівництвом М. В. Сокольского. 1935 року закінчив режисерський факультет Ленінградського інституту сценічних мистецтв. С 1941 по 1950 був режисером Студії ім. Станіславського, в 1960 — 1970 очолював Московський драматичний театр імені О. С. Пушкіна, з 1970 — Малий театр. Викладав в Російській академії театрального мистецтва, серед учнів — Валерій Белякович, Юрій Іоффе. Помер у Москві.